# Illinka (Illinka), Krasnoperekopsk
Illinka (în ucraineană Іллінка) este localitatea de reședință a comunei Illinka din raionul Krasnoperekopsk, Republica Autonomă Crimeea, Ucraina.

## Demografie
Componența lingvistică a localității Illinka
     Rusă (64,49%)
     Ucraineană (30,01%)
     Tătară crimeeană (3,95%)
     Alte limbi (0,29%)
Conform recensământului din 2001, majoritatea populației localității Illinka era vorbitoare de rusă (64,49%), existând în minoritate și vorbitori de ucraineană (30,01%) și tătară crimeeană (3,95%).